# Strugi Krasnyje (stacja kolejowa)
Strugi Krasnyje (ros. Струги Красные) – stacja kolejowa w miejscowości Strugi Krasnyje, w rejonie strugowskim, w obwodzie pskowskim, w Rosji. Położona jest na linii dawnej Kolei Warszawsko-Petersburskiej.

## Historia
Stacja powstała w 1862 pomiędzy stacjami Nowosielje i Plussa. Początkowo nosiła nazwę Biełaja (ros. Белая) od znajdującej się tu wsi. Na początku XX w., z powodu rozrostu sieci kolejowej w kraju i powstaniu także innych stacji o nazwie Biełaja, postanowiono zmienić nazwę na Strugi Biełaja (ros. Струги Белая, w innych źródłach także jako Strugi Biełyja ros. Струги Белыя). Obecną nazwę stacja otrzymała podczas wojny domowej, ze względu na polityczne konotacje nazw Biełaja i Krasnyje.
Na przełomie października i listopada 1918 swoje oddziały w rejonie stacji Strugi Biełaja zgromadził Stanisław Bułak-Bałachowicz, w celu przekroczenia linii frontu i przejścia na stronę białych. Na stację przybyli wówczas czekiści, mający aresztować lub zabić Bałachowicza, do czego z powodu odmówienia wykonania rozkazów przez inne czerwone jednostki, nie doszło.